# Steinskaret
Steinskaret är ett bergspass i Antarktis. Det ligger i Östantarktis. Norge gör anspråk på området. Steinskaret ligger 1 704 meter över havet.
Terrängen runt Steinskaret är varierad. Trakten är obefolkad. Det finns inga samhällen i närheten. 